# Garry Herbert
Garry Herbert, né le 3 octobre 1969 à Londres, est un rameur d'aviron britannique. 

## Carrière
Garry Herbert participe aux Jeux olympiques de 1992 à Barcelone et remporte la médaille d'or avec le deux barré   britannique composé de Greg Searle et Jonny Searle.